# Tectónica de Marte

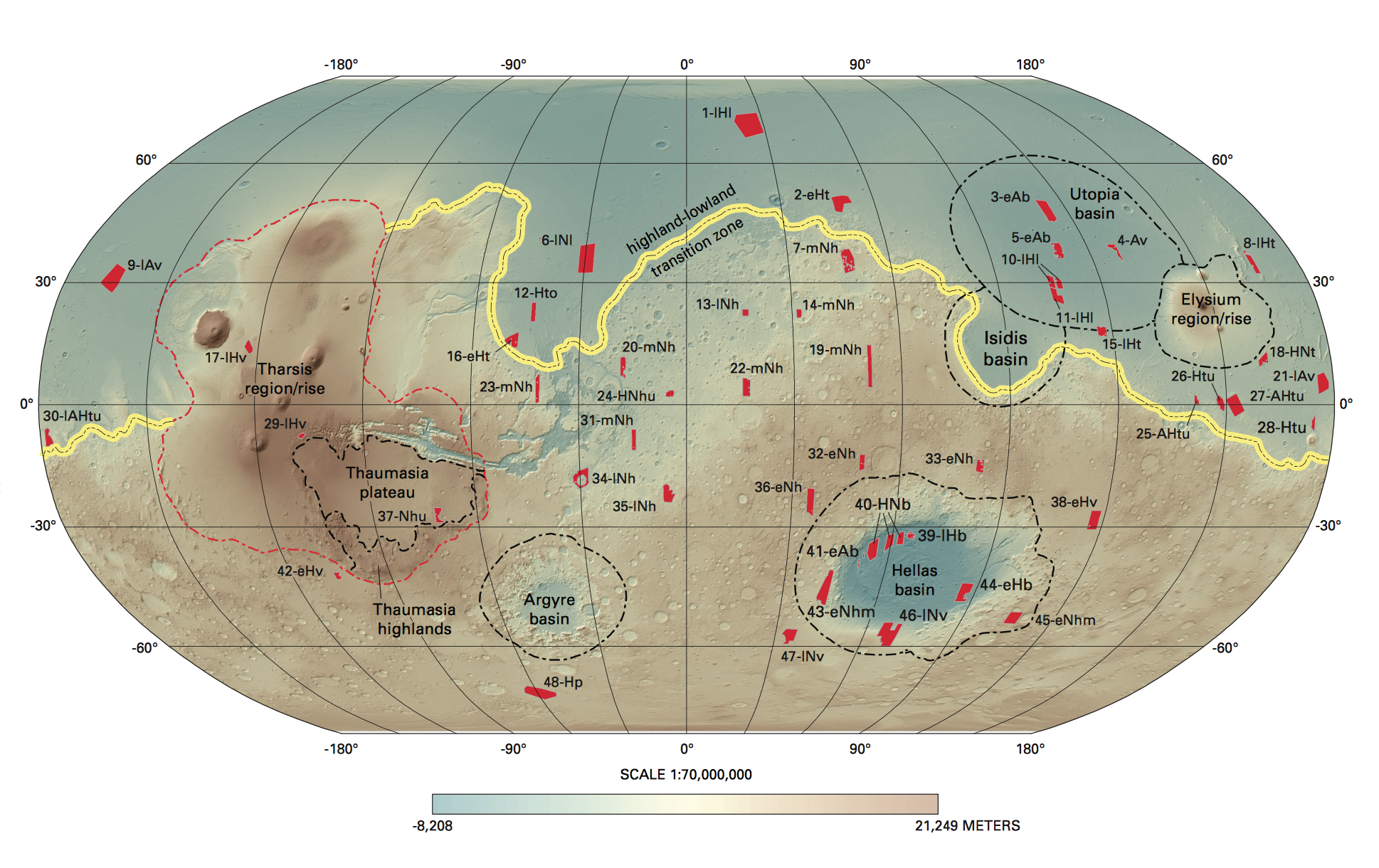
Fig. 1. Mapa topográfico de Marte mostrando el límite de tierras altas y tierras bajas marcado en amarillo, y la subida de Tharsis esbozada en rojo (USGS, 2014).

En la historia tectónica de Marte, se consideran dos eventos tectónicos primarios. El primero es el proceso que bajó y resurgió en el hemisferio norte, resultando en un planeta cuyo grosor cortical es claramente bimodal, lo que se denomina dicotomía hemisférica marciana (Fig. 1). El segundo evento tectónico es el proceso que formó la subida de Tharsis, que es una provincia volcánica masiva que ha tenido grandes influencias tectónicas tanto a escala regional como global. Estos acontecimientos pertenecen en gran parte a las tres principales provincias fisiográficas de Marte: las planicies del norte, las tierras altas del sur y la meseta de Tharsis. Las diferentes características geológicas y tectónicas de estas regiones se describirán en la siguiente sección. Las hipótesis propuestas para explicar cómo los dos eventos tectónicos primarios pueden haber ocurrido se dividen generalmente en procesos endogénicos y exogénicos.
Se sugiere que existan implicaciones tectónicas de las anomalías magnéticas presentes en Marte. Estas anomalías magnéticas son de forma lineal y de polaridad alterna, muy parecidas a las encontradas en la Tierra que han sido un producto de la propagación del fondo marino. Un proceso similar a la propagación del fondo marino también se ha propuesto para explicar las anomalías magnéticas en Marte.
Además, investigaciones recientes afirman haber encontrado la primera evidencia fuerte de la tectónica de placas en Marte.  Este descubrimiento se refiere a una zona de falla de ataque a gran escala en el Valles Marineris a través del sistema, que se ha comparado con la transformación de fallas en la Tierra como las fallas de San Andreas y el Mar Muerto. Este descubrimiento podría tener importantes implicaciones para nuestra comprensión futura de la tectónica marciana.

## Evidencia de actividad tectónica en Valles Marineris

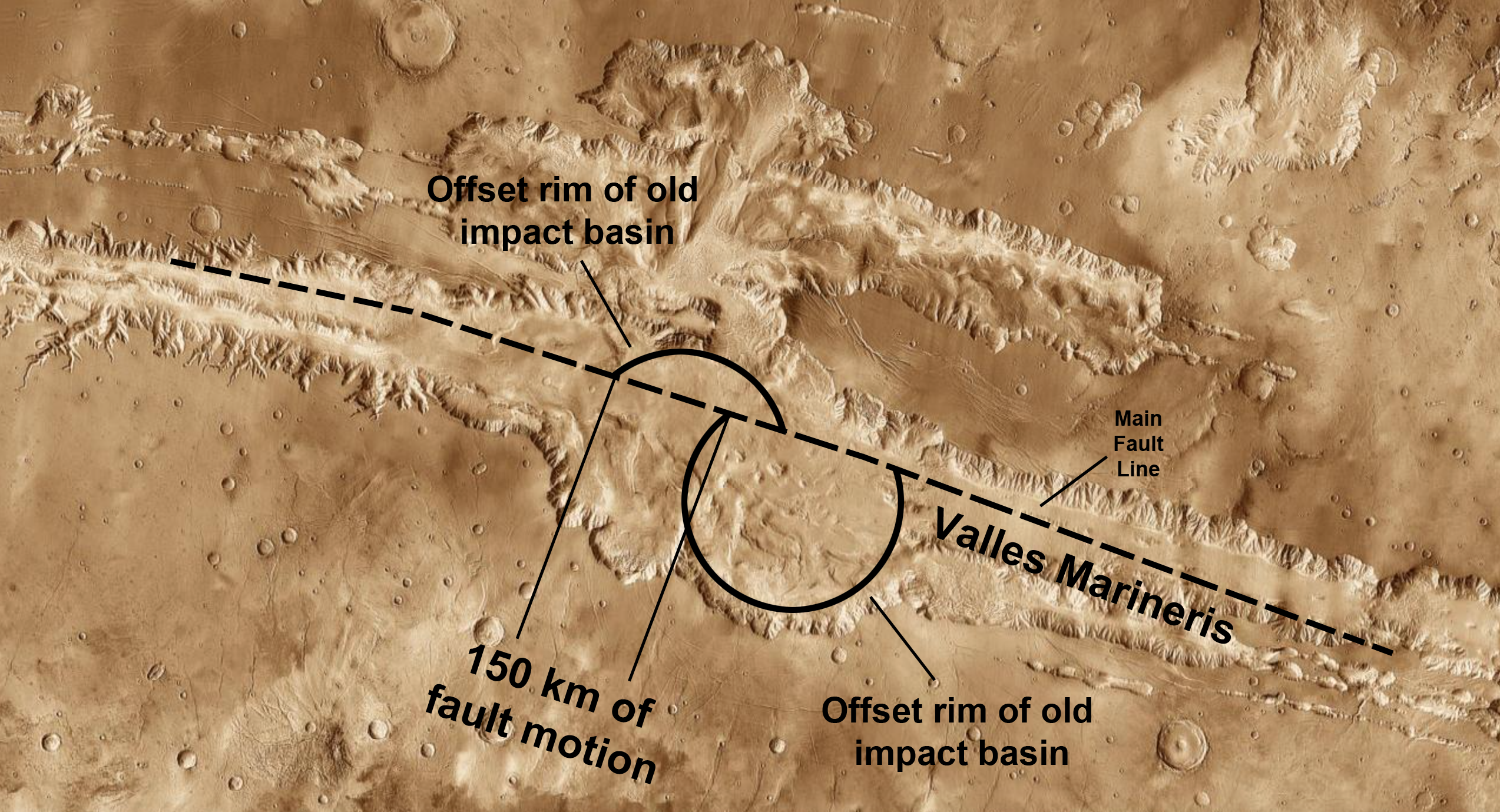
Fig. 7. Diagrama que muestra el movimiento relativo de la falla en el sistema Valles Marineris, tal como lo indica el borde compensado de una antigua cuenca de impacto, imagen modificada del Equipo de Ciencia de la NASA/MOLA.

Investigaciones recientes afirman haber encontrado la primera evidencia fuerte de placas tectónicas en Marte. El descubrimiento se refiere a una zona de falla de gran escala (> 2 000 km de longitud y > 150 km de deslizamiento) y bastante estrecha (< 50 km de ancho) en el sistema Valles Marineris, denominado zona de falla de Ius-Melas- Coprates  (Fig. 7). El sistema Valles Marineris, que tiene más de 4 000 km de largo, 600 km de ancho y hasta 7 km de profundidad, si estuviera localizado en la Tierra, se extendería por toda América del Norte